# Alfredo Guarini
Alfredo Guarini (Sestri Ponente, 23 maggio 1901 – Roma, 6 aprile 1981) è stato un regista, sceneggiatore e produttore cinematografico italiano.

## Biografia
È stato autore di diversi film, particolarmente negli anni quaranta e cinquanta.
Nel 1941 fu regista e cosceneggiatore di È caduta una donna con protagonista Isa Miranda, sua moglie dal 1939.
Fra gli altri suoi lavori figura l'episodio Quattro attrici, una speranza inserito nel film collettivo del 1953 Siamo donne.
Come sceneggiatore, è stato inoltre coautore del soggetto e della sceneggiatura di Le mura di Malapaga, film girato nel 1949 nella sua città natale.

## Filmografia

### Produzione
- Passaporto rosso (1935)
- La signora Paradiso, regia di Enrico Guazzoni (1936)
- Senza cielo, (1940)
- Le mura di Malapaga (1949)
- Siamo donne (1953, produttore esecutivo)
- Viaggio in Italia (1954, non accreditato)
- Esterina, regia di Carlo Lizzani (1959)
- Storie d'amore proibite (1959)
- Taur, il re della forza bruta, regia di Antonio Leonviola (1963)
- Le gladiatrici, regia di Antonio Leonviola (1963)

### Sceneggiatura
- Senza cielo (1940, storia)
- È caduta una donna (1941)
- Documento Z 3 (1942)
- La zia di Carlo (1943, adattamento)
- Senza una donna (1943, dialoghi, storia)
- Le mura di Malapaga (1949)
- Siamo donne (1953, episodio Concorso quattro attrici, una speranza)

### Regia
- Senza cielo (1940)
- È caduta una donna (1941)
- Documento Z-3 (1942)
- La zia di Carlo (1943)
- Senza una donna (1943)
- Siamo donne  (1953,  episodio Concorso quattro attrici, una speranza - n.b.: anche come interprete non accreditato)

### Direzione di produzione
- Regina della Scala (1937)
- Germania anno zero (1948, manager unità, non accreditato)
- I colpevoli (1957)